# 長鰭雙冠麗魚
長鰭雙冠麗魚，為輻鰭魚綱鱸形目隆頭魚亞目慈鯛科的其中一種，分布於中美洲宏都拉斯至哥斯大黎加的淡水流域，體長可達13.5公分，棲息在泥底質的溪流、湖泊中底層水域，屬肉食性，以昆蟲等為食，生活習性不明。

## 擴展閱讀
維基物種上的相關：長鰭雙冠麗魚